# Streženice
Streženice es un municipio del distrito de Púchov en la región de Trenčín, Eslovaquia, con una población estimada a final del año 2024 de 1105 habitantes.
Se encuentra ubicado al noreste de la región, cerca del río Váh (cuenca hidrográfica del Danubio) y de la frontera con la República Checa y la región de Žilina.

## Demografía
| Año        | 1994 | 2004     | 2014     | 2024     |
| ---------- | ---- | -------- | -------- | -------- |
| Población  | 769  | 853      | 949      | 1105     |
| Diferencia |      | +10,92 % | +11,25 % | +16,43 % |

| Año        | 2023 | 2024    |
| ---------- | ---- | ------- |
| Población  | 1084 | 1105    |
| Diferencia |      | +1,93 % |